# Grupo Siena (editorial)
Siena Educación, S.A. es un grupo editorial en el que se englobó el 31 de marzo de 2011 a la antigua Editorial Magisterio Español. Es una editorial española dedicada a la información educativa líder en la edición de publicaciones dirigidas a este sector, ubicada en la C/ José Abascal, 55 de la localidad de Madrid, provincia de Madrid.
Siena Educación desarrolla tres líneas de actividad: edición de publicaciones periódicas multicanal, agencia de comunicación especializada en Educación y centros de formación.

## Publicaciones
El Grupo Siena es la editorial líder en publicaciones especializadas dirigidas a la comunidad educativa. 
Publica el "periódico MAGISTERIO", decano de la prensa educativa en España.  La cabecera no diaria más antigua de España, Magisterio Español, llega todas las semanas a los centros educativos de España con la información más cualificada del sector. Este periódico otorga los "Premios Magisterio" de periodicidad anual a los Protagonistas de la Educación.
A través de la publicación "Padres y Colegios", un millón de padres conocen, mes a mes, lo que deben saber para educar a sus hijos.
Su amplia oferta educativa la completan "Escuela Infantil" (cabecera de referencia para los educadores de niños de 0 a 6 años),  "Magislex" (uno de los mejores servicios de información jurídica para profesionales de la educación) y "Colejobs-Magisterio", (un portal de empleo para colegios privados concertados) .

## Eventos
Siena Educación desarrolla una intensa actividad en la organización de eventos educativos presenciales y virtuales: Premios Magisterio, Premios Convive, Premios Escuela Infantil, Foros de Oportunidades, Foros Labora, Jornadas de FP por todo el territorio nacional, Foro de Emprendimiento, Puertas Abiertas Universitarias, VIMET, etc. Además, ha desarrollado cientos de proyectos educativos empresas y fundaciones que tienen como objetivo incidir en la Educación.

## Formación
Cuenta con tres centros de Formación: INAV, Centro Oficial de Adultos Online dirigido a la obtención del Graduado en Educación Secundaria Obligatoria. INAV FP, Centro Oficial de Formación Profesional Online. INAV FORMACIÓN, Centro de Formación para el Empleo, reconocido por el Servicio de Empleo Público Estatal.
Además, Grupo Siena mantiene una participación mayoritaria en "Scholarum Digital, S.L.", el primer buscador y comparador de colegios españoles. Scholarum también desarrolla una importante actividad como centro de distribución de libros de texto, licencias digitales y material escolar. Además, organiza cada año la Feria de los Colegios.